# Érsekhalma
Érsekhalma è un comune dell'Ungheria di 702 abitanti (dati 2005). È situato nella contea di Bács-Kiskun.